# Список произведений Александра Зацепина

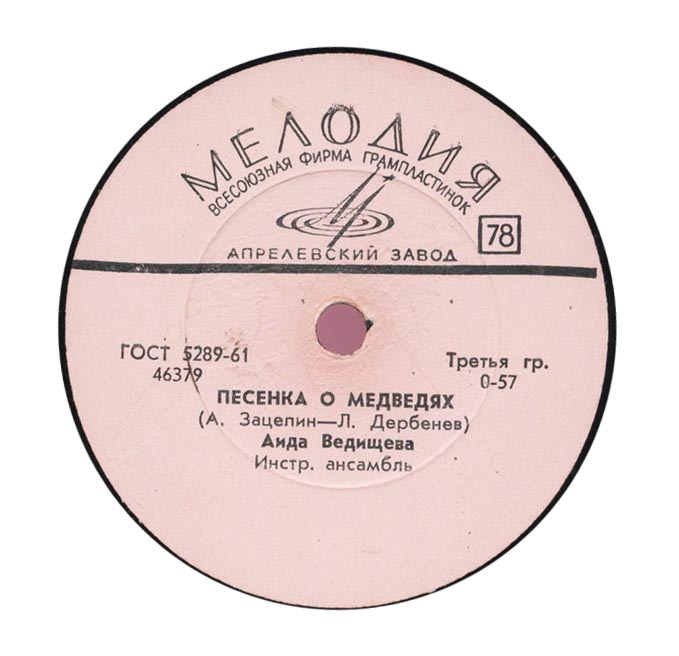

Композитор Александр Зацепин написал большое количество песен и инструментальных композиций к советским и российским фильмам. За основу данного списка принят перечень произведений композитора, опубликованный в его автобиографический книге «Есть только миг», выпущенной в 2002 году.

## Песни
| Год  | Название                                               | Кинофильм / телефильм                                                | ТВ                   | Автор текста                      | Исполнитель                                                                                |
| ---- | ------------------------------------------------------ | -------------------------------------------------------------------- | -------------------- | --------------------------------- | ------------------------------------------------------------------------------------------ |
| 1958 | Надо мной небо синее                                   | Наш милый доктор                                                     |                      | Я. М. Зискинд                     | Ермек Серкебаев                                                                            |
| 1964 | Костёр на снегу                                        | На завтрашней улице                                                  |                      | Леонид Дербенёв                   | Лариса Мондрус                                                                             |
| 1964 | Костёр на снегу                                        | На завтрашней улице                                                  | Майя Кристалинская   | Леонид Дербенёв                   |                                                                                            |
| 1964 | Костёр на снегу                                        | На завтрашней улице                                                  | Капиталина Лазаренко | Леонид Дербенёв                   |                                                                                            |
| 1964 | Лето прошло                                            |                                                                      |                      | Дербенёв Леонид                   | Владимир Трошин                                                                            |
| 1965 | Постой, паровоз                                        | Операция «Ы» и другие приключения Шурика                             |                      | Дербенёв Леонид                   | Юрий Никулин, Георгий Вицин                                                                |
| 1965 | Песенка ни о чём (Я беру с собой в дорогу…)            | Петух                                                                |                      | Дербенёв Леонид                   | Олег Анофриев                                                                              |
| 1966 | Иду за счастьем                                        | Нужный человек                                                       |                      | Анатолий Горохов, Файзулло Ансори | Анатолий Горохов                                                                           |
| 1966 | В небе заблудилась луна                                | Нужный человек                                                       |                      | Анатолий Горохов, Файзулло Ансори | Зоя Харабадзе                                                                              |
| 1966 | Человек остался человеком                              | Формула радуги                                                       |                      | Дербенёв Леонид                   | Трошин Владимир                                                                            |
| 1966 | Наш третий друг                                        | Формула радуги                                                       |                      | Дербенёв Леонид                   | Зацепин Александр                                                                          |
| 1966 | Песня о роботах                                        | Формула радуги                                                       |                      | Дербенёв Леонид                   |                                                                                            |
| 1966 | Песенка о медведях                                     | Кавказская пленница, или Новые приключения Шурика                    |                      | Дербенёв Леонид                   | Ведищева Аида                                                                              |
| 1966 | Если б я был султан                                    | Кавказская пленница, или Новые приключения Шурика                    |                      | Дербенёв Леонид                   | Юрий Никулин                                                                               |
| 1966 | Летят самолёты, плывут корабли…                        | Буквы из ящика радиста (мультфильм)                                  |                      | Дербенёв Леонид                   | Трошин Владимир                                                                            |
| 1968 | Песня про зайцев (А нам всё равно)                     | Бриллиантовая рука                                                   |                      | Дербенёв Леонид                   | Никулин Юрий                                                                               |
| 1968 | Остров невезения                                       | Бриллиантовая рука                                                   |                      | Дербенёв Леонид                   | Миронов Андрей                                                                             |
| 1968 | Танго-пародия (Помоги мне…)                            | Бриллиантовая рука                                                   |                      | Дербенёв Леонид                   | Ведищева Аида                                                                              |
| 1968 | Гололёд                                                | Ангел в тюбетейке                                                    |                      | Дербенёв Леонид                   | Уразбаева Эльмира                                                                          |
| 1968 | Гололёд                                                | Ангел в тюбетейке                                                    | Ведищева Аида        | Дербенёв Леонид                   |                                                                                            |
| 1968 | Всё равно ты будешь мой                                | Ангел в тюбетейке                                                    |                      | Дербенёв Леонид                   | Ведищева Аида                                                                              |
| 1968 | Песня о матери                                         | Ангел в тюбетейке                                                    |                      | Дербенёв Леонид                   | Кристалинская Майя                                                                         |
| 1968 | Одиссей                                                | Ангел в тюбетейке                                                    |                      | Дербенёв Леонид                   | Вокальный квартет «Аккорд»                                                                 |
| 1970 | Ты слышишь, море?                                      | Свистать всех наверх!                                                |                      | Михаил Пляцковский                | Вокальные квартеты «Аккорд» и «Улыбка»                                                     |
| 1971 | Там, где любовь (Где среди пампасов / Танго Остапа)    | 12 стульев                                                           |                      | Дербенёв Леонид                   | Золотухин Валерий                                                                          |
| 1971 | Полосатая жизнь                                        | 12 стульев                                                           |                      | Дербенёв Леонид                   | Золотухин Валерий                                                                          |
| 1972 | А любовь одна                                          | Тайник у красных камней                                              |                      | Дербенёв Леонид                   | Ротару София                                                                               |
| 1972 | Мираж                                                  | Тайник у красных камней                                              |                      | Дербенёв Леонид                   | Ободзинский Валерий                                                                        |
| 1972 | Всё было                                               | Земля Санникова                                                      |                      | Дербенёв Леонид                   | Анофриев Олег                                                                              |
| 1972 | Всё было                                               | Земля Санникова                                                      | Даль Олег            | Дербенёв Леонид                   |                                                                                            |
| 1972 | Есть только миг                                        | Земля Санникова                                                      |                      | Дербенёв Леонид                   | Анофриев Олег, Симфонический оркестр Госкино, дирижёр Эмин Хачатурян                       |
| 1972 | Есть только миг                                        | Земля Санникова                                                      | Даль Олег            | Дербенёв Леонид                   |                                                                                            |
| 1972 | Давным-давно была война                                | Командир счастливой «Щуки»                                           |                      | Дербенёв Леонид                   | Пузырёв Юрий                                                                               |
| 1973 | Звенит январская вьюга (С любовью встретиться)         | Иван Васильевич меняет профессию                                     |                      | Дербенёв Леонид                   | Бродская Нина                                                                              |
| 1973 | Звенит январская вьюга (С любовью встретиться)         | Иван Васильевич меняет профессию                                     | Ротару София         | Дербенёв Леонид                   |                                                                                            |
| 1973 | Маруся (Кап-кап-кап)                                   | Иван Васильевич меняет профессию                                     |                      | Дербенёв Леонид                   | Полосин Л., Кузнецов Б., хор МВО                                                           |
| 1973 | Разговор со счастьем                                   | Иван Васильевич меняет профессию                                     |                      | Дербенёв Леонид                   | Золотухин Валерий, Вокальная группа, Симфонический оркестр Госкино, дирижёр Эмин Хачатурян |
| 1973 | Совсем как на земле                                    | Ни слова о футболе                                                   |                      | Дербенёв Леонид                   | Ротару София                                                                               |
| 1975 | Губит людей не пиво… (Куплеты о пиве)                  | Не может быть!                                                       |                      | Дербенёв Леонид                   | Невинный Вячеслав                                                                          |
| 1975 | Купидон                                                | Не может быть!                                                       |                      | Дербенёв Леонид                   | Даль Олег                                                                                  |
| 1975 | Волки гонят оленя                                      | Между небом и землёй                                                 |                      | Дербенёв Леонид                   | ВИА «Ариэль»                                                                               |
| 1975 | Уходишь ты                                             | Между небом и землёй                                                 |                      | Дербенёв Леонид                   | ВИА «Ариэль»                                                                               |
| 1975 | Если девчонка тебя избегает                            | Между небом и землёй                                                 |                      | Дербенёв Леонид                   | Ободзинский Валерий                                                                        |
| 1975 | Марш десантников                                       | Между небом и землёй                                                 |                      | Дербенёв Леонид                   | Ободзинский Валерий                                                                        |
| 1975 | Небо моё                                               | Между небом и землёй                                                 |                      | Дербенёв Леонид                   | Ободзинский Валерий                                                                        |
| 1975 | Первый прыжок                                          | Между небом и землёй                                                 |                      | Дербенёв Леонид                   | Ободзинский Валерий, вокальный квартет «Улыбка»                                            |
| 1975 | И кто виноват                                          | Между небом и землёй                                                 |                      | Дербенёв Леонид                   | Пугачёва Алла                                                                              |
| 1975 | Город огромный                                         | Центровой из поднебесья                                              |                      | Дербенёв Леонид                   | Мушкамбарян Роберт                                                                         |
| 1975 | Город огромный                                         | Центровой из поднебесья                                              | Готт Карел           | Дербенёв Леонид                   |                                                                                            |
| 1975 | Любовь одна виновата                                   | Центровой из поднебесья                                              |                      | Дербенёв Леонид                   | Пугачёва Алла                                                                              |
| 1975 | Бубен шамана                                           | Центровой из поднебесья                                              |                      | Дербенёв Леонид                   | Пугачёва Алла                                                                              |
| 1975 | Угу-гу                                                 | Центровой из поднебесья                                              |                      | Дербенёв Леонид                   | Пугачёва Алла                                                                              |
| 1975 | До свиданья, лето                                      | Центровой из поднебесья                                              |                      | Дербенёв Леонид                   | Пугачёва Алла                                                                              |
| 1975 | Верблюд                                                | Центровой из поднебесья                                              |                      | Дербенёв Леонид                   | ВИА «Весёлые ребята (Роберт Мушкамбарян, Александр Барыкин, Алла Пугачёва)                 |
| 1975 | Женщина с зелёными глазами (Баллада Неда Лэнда)        | Капитан Немо                                                         |                      | Дербенёв Леонид                   | Анофриев Олег                                                                              |
| 1975 | Волшебник-недоучка                                     | Отважный Ширак                                                       |                      | Дербенёв Леонид                   | Пугачёва Алла                                                                              |
| 1975 | Друг друга мы нашли                                    | Отважный Ширак                                                       |                      | Дербенёв Леонид                   | Пугачёва Алла, Лерман Александр, Мушкамбарян Роберт                                        |
| 1975 | Полно вокруг мудрецов                                  | Отважный Ширак                                                       |                      | Дербенёв Леонид                   | Пугачёва Алла                                                                              |
| 1975 | Полно вокруг мудрецов                                  | Отважный Ширак                                                       | Бродская Нина        | Дербенёв Леонид                   |                                                                                            |
| 1977 | Голубой кот (О коте)                                   | Фантазии Веснухина                                                   |                      | Дербенёв Леонид                   | Пугачёва Алла                                                                              |
| 1977 | Рисуйте, рисуйте                                       | Фантазии Веснухина                                                   |                      | Дербенёв Леонид                   | Пугачёва Алла                                                                              |
| 1977 | Найди себе друга                                       | Фантазии Веснухина                                                   |                      | Дербенёв Леонид                   | Пугачёва Алла                                                                              |
| 1977 | Колыбельная                                            | Фантазии Веснухина                                                   |                      | Дербенёв Леонид                   | Пугачёва Алла                                                                              |
| 1977 | Куда уходит детство                                    | Фантазии Веснухина                                                   |                      | Дербенёв Леонид                   | Пугачёва Алла                                                                              |
| 1977 | Мама                                                   | Повар и певица                                                       |                      | Дербенёв Леонид                   | Пугачёва Алла                                                                              |
| 1977 | Мы не любим друг друга                                 | Повар и певица                                                       |                      | Дербенёв Леонид                   | Пугачёва Алла                                                                              |
| 1977 | Если долго мучиться                                    | Повар и певица                                                       |                      | Дербенёв Леонид                   | Пугачёва Алла                                                                              |
| 1977 | Песенка про меня                                       | Женщина, которая поёт                                                |                      | Дербенёв Леонид                   | Пугачёва Алла                                                                              |
| 1977 | Да                                                     | Женщина, которая поёт                                                |                      | Дербенёв Леонид                   | Пугачёва Алла                                                                              |
| 1977 | Ты не стал судьбой                                     | Женщина, которая поёт                                                |                      | Дербенёв Леонид                   | Пугачёва Алла                                                                              |
| 1977 | Этот мир                                               | Женщина, которая поёт                                                |                      | Дербенёв Леонид                   | Пугачёва Алла                                                                              |
| 1977 | Про эстраду (Весёлая песенка)                          | Женщина, которая поёт                                                |                      | Дербенёв Леонид                   | Пугачёва Алла                                                                              |
| 1977 | Что было однажды                                       | Женщина, которая поёт                                                |                      | Дербенёв Леонид                   | Пугачёва Алла                                                                              |
| 1977 | Что было однажды                                       | 31 июня                                                              |                      | Дербенёв Леонид                   | Пугачёва Алла                                                                              |
| 1978 | Был я когда-то беден                                   | 31 июня                                                              |                      | Дербенёв Леонид                   | Йоала Як                                                                                   |
| 1978 | Любовь нас выбирает                                    | 31 июня                                                              |                      | Дербенёв Леонид                   | Йоала Як                                                                                   |
| 1978 | Звёздный мост                                          | 31 июня                                                              |                      | Дербенёв Леонид                   | Анциферова Татьяна                                                                         |
| 1978 | Звёздный мост                                          | 31 июня                                                              | Казакова Римма       |                                   | Анциферова Татьяна                                                                         |
| 1978 | Ищу тебя                                               | 31 июня                                                              |                      | Дербенёв Леонид                   | Анциферова Татьяна                                                                         |
| 1978 | Ищу тебя                                               | 31 июня                                                              | Георгиади Ксения     | Дербенёв Леонид                   |                                                                                            |
| 1978 | Ищу тебя                                               | 31 июня                                                              | Долина Лариса        | Дербенёв Леонид                   |                                                                                            |
| 1978 | Он пришёл, этот добрый день (Так будет в мире всегда)  | 31 июня                                                              |                      | Дербенёв Леонид                   | Анциферова Татьяна, Йоала Як                                                               |
| 1979 | Мода                                                   | Узнай меня                                                           |                      | Дербенёв Леонид                   | ВИА «Аракс»                                                                                |
| 1979 | Молодость                                              | Узнай меня                                                           |                      | Дербенёв Леонид                   | ВИА «Аракс»                                                                                |
| 1979 | Надо спешить                                           | Узнай меня                                                           |                      | Дербенёв Леонид                   | ВИА «Аракс»                                                                                |
| 1979 | Знаю, что ты придёшь                                   | Узнай меня                                                           |                      | Дербенёв Леонид                   | ВИА «Аракс»                                                                                |
| 1979 | Знаю, что ты придёшь                                   | Узнай меня                                                           | Красиловский Феликс  | Дербенёв Леонид                   |                                                                                            |
| 1979 | Узнай меня                                             | Узнай меня                                                           |                      | Дербенёв Леонид                   | Анциферова Татьяна                                                                         |
| 1979 | Узнай меня                                             | Узнай меня                                                           | Красиловский Феликс  | Дербенёв Леонид                   |                                                                                            |
| 1989 | Остров разлуки                                         | Частный детектив, или Операция «Кооперация»                          |                      | Дербенёв Леонид                   | Герасимова Алёна                                                                           |
| 1991 | Сумасшедшая комета                                     |                                                                      |                      | Дербенёв Леонид                   | Кирсанова Марина                                                                           |
| 1992 | Хэллоу, Америка! (Мне от Брайтон Бич до Дерибасовской) | На Дерибасовской хорошая погода, или на Брайтон-Бич опять идут дожди |                      | Дербенёв Леонид                   | Харатьян Дмитрий                                                                           |

Песни на стихи Ю. Рогозина
- «Белая ночь»
- «Белая сирень»
- «В лабиринте дней»
- «Ветер белый»
- «Виртуальная любовь»
- «Дон Жуан»
- «Замок на песке»
- «Игра в любовь»
- «Крокодил»
- «Любовь придёт потом»
- «Моё чудовище»
- «Мы были вместе»
- «Не позову»
- «Одинокий волк»
- «Прощальный танец»
- «Ты опоздал»
- «Фиолетовые сумерки»
- «Часы пошли»
- «Чёрный шоколад»
- «Чудо-талисман»
- «Шут и царица»

Песни на слова других авторов
- «Акула» (сл. Ю. Рященцев) из к/ф «Остров погибших кораблей» — исп. Николай Носков
- «Ах, нету, нету» (слова народные)
- «Бармалей» (сл. Ю. Энтина) из к/ф «Повар и певица» — исп. Михаил Боярский
- «Было и прошло» (сл. Ю. Энтина) из к/ф «Спортлото-82» — исп. Иосиф Кобзон
- «Верьте-не верьте» (сл. Ю. Энтина) из к/ф «Повар и певица» — исп. группа «Апрель»
- «Верю в тебя» (сл. О. Гаджикасимова) из к/ф «Баскетболисты» — исп. Алла Пугачёва
- «В час вечерний» (сл. О. Атаянц)
- «Город родной» (сл. Г. Регистана) из к/ф «Любит-не любит» — исп. Э. Уразбаева
- «Гюльнара» (сл. Г. Регистана) из к/ф «Любит-не любит» — исп. Муслим Магомаев
- «Дело не в погоде» (сл. И. Кохановского) из к/ф «Душа» — исп. София Ротару и Михаил Боярский
- «Догорела зорька ясная» (сл. Л. Кривощёкова)
- «Дожди» (сл. М. Хлебниковой) — исп. Марина Хлебникова
- «Дорожная песня» (сл. О. Гаджикасимова) из к/ф «Белый рояль» — исп. Аида Ведищева
- «Дружные ребята» (сл. Ю. Полухина и Б. Гайковича) из к/ф «Песня зовёт» — исп. Мужской вокальный квартет
- «Если б я был султан» (сл. М. Слободского и Я. Костюковского) из к/ф «Кавказская пленница» — исп. Юрий Никулин
- «Живу надеждой» (сл. И. Кохановского) из к/ф «Душа» — исп. София Ротару, Татьяна Анциферова
- «За удачей спешим» (сл. И. Шаферана) из к/ф «Спортлото-82» — исп. Михаил Боярский, Ксения Георгиади
- "За возрождение России(сл. С.Соколкина) — исп. гр. «Фейсконтроль»
- «Звучи, наш праздничный тост!» (сл. М. Матусовского)
- «Колыбельная» (сл. Я. Зискинда)
- «Комсомольская целинная» (сл. М. Маркова)
- «Крещенские морозы» (сл. А. Лоймы) — исп. Марина Кирсанова
- «Лунная вода» (сл. Ю. Энтина) из к/ф «Повар и певица» — исп. Алла Пугачёва и Геннадий Трофимов
- «Лунная серенада» (сл. О. Гаджикасимова) из к/ф «Белый рояль» — исп. Муслим Магомаев
- «Только любовь» (сл. И. Шаферана) из к/ф «Спортлото-82» — исп. Ксения Георгиади
- «Марш юности» (сл. А. Галича)
- «Мир без любимого» (сл. Ю. Энтина) из к/ф «31 июня» — исп. Татьяна Анциферова
- «Мишка» (сл. О. Фадеевой)
- «Моя любовь» (сл. О. Атаянц)
- «Моя песня» (сл. Р. Рождественского) из к/ф «Душа» — исп. София Ротару
- «Надо мной небо синее» (сл. Я. Зискинда) из к/ф «Наш милый доктор» — исп. Ермек Серкебаев
- «Немного удачи» (сл. И. Кохановского) — исп. Феликс Красиловский
- «Непрошенный ангел» (сл. С.Соколкина) — исп. Алёна Апина
- «Ну и пусть» (сл. Г. Регистана)
- «Ну, чем она лучше» (сл. И.Шаферана) из к/ф «Артистка из Грибова» - исп. Татьяна Анциферова
- «Облака» (сл. Ю. Энтина) из к/ф «За спичками» — исп. Иосиф Кобзон
- «Облако-письмо» (Р. Рождественский) — исп. София Ротару
- «Огни Москвы» (сл. Г. Регистана)
- «Осень любви» (сл. В. Крюкова) — исп. Феликс Красиловский
- «Париж» (сл. А. Костерева) — исп. Марина Кирсанова
- «Первое признание» (сл. Г. Регистана)
- «Песня лучшая моя» (сл. Ю. Полухина и Б. Гайковича) из к/ф «Песня зовёт» — исп. Ермек Серкебаев
- «Песня о Душанбе» (сл. Е. Долматовского) из к/ф «Белый рояль» — исп. Аида Ведищева
- «Песня нечистой силы» (сл. И. Резник) из к/ф «Она с метлой, он в чёрной шляпе» — исп. Николай Носков
- «Песня про чёрта» (сл. Ю. Энтина) из к/ф «За спичками» — исп. Евгений Леонов и Вячеслав Невинный
- «Песня спекулянта» (сл. Ю. Энтина) из к/ф «Спортлото-82» — исп. Михаил Пуговкин
- «Поздно» (сл. А. Костерева) — исп. Марина Кирсанова
- «Позови меня» (сл. А. Галиева)
- «Проводи меня» (сл. А. Костерева) — исп. Марина Кирсанова
- «Рождество» (слова Александр Костерев) — исп. Марина Кирсанова
- «Сердце, успокойся» (сл. Я. Зискинда)
- «Синий вечер подари» (сл. Ю. Полухина и Б. Гайковича) из к/ф «Песня зовёт» — исп. Нина Дорда и хор
- «Сумасшедшая комета»  (сл. Л. Дербенёва) — исп. Марина Кирсанова
- «Тебе, любимая» (сл. Л. Куксо) — исп. Владимир Трошин
- «Ты слышишь, море?!» (сл. М. Пляцковского) из к/ф «Свистать всех наверх» — исп. Большой Детский хор Центрального Телевидения и Всесоюзного Радио п/у Виктора Попова
- «Фильм, фильм, фильм!» (сл. Ф. Хитрука) из одноимённого мультфильма — исп. ВИА «Сокол»
- «Хэппи энд» (сл. Ю. Энтина) из к/ф «31 июня» — исп. Жанна Рождественская
- «Чарльстон» (сл. Ю. Энтина) из к/ф «31 июня» — исп. Татьяна Анциферова
- «Чужие» (сл. А. Костерева) — исп. Марина Кирсанова
- «Я буду ждать тебя» (сл. О. Гаджикасимова) из к/ф «Белый рояль» — исп. Аида Ведищева
- «Я пойду по России» (сл. С.Соколкина) — исп. Людмила Николаева и анс. «Русская душа»
- «Я убеждена» (сл. И. Кохановского) — исп. Алла Пугачёва

## Инструментальные композиции
| Год  | Название                      | Фильм                                             | Исполнитель |
| ---- | ----------------------------- | ------------------------------------------------- | --- |
| 1957 | Марш-фокстрот                 | Наш милый доктор                                  | Эстрадный оркестр, дирижёр Николай Минх                                                                                             |
| 1961 | Мелодия                       | Песня зовёт                                       | |
| 1962 | Медленный фокстрот            | Как рождаются тосты                               | Государственный симфонический оркестр кинематографии СССР, дирижёр Эмин Хачатурян                                                   |
| 1962 | Песня без слов                | Как рождаются тосты                               | Государственный симфонический оркестр кинематографии СССР, дирижёр Эмин Хачатурян                                                   |
| 1962 | Праздничный вальс             | Как рождаются тосты                               | Государственный симфонический оркестр кинематографии СССР, дирижёр Эмин Хачатурян                                                   |
| 1964 | Прогулка в горах              | Любит — не любит                                  | Государственный симфонический оркестр кинематографии СССР, дирижёр Эмин Хачатурян                                                   |
| 1964 | Танец                         | Любит — не любит                                  | Государственный симфонический оркестр кинематографии СССР, дирижёр Эмин Хачатурян                                                   |
| 1964 | Колыбельная                   | Операция «Ы» и другие приключения Шурика          | Государственный симфонический оркестр кинематографии СССР, дирижёр Эмин Хачатурян                                                   |
| 1964 | Рынок                         | Операция «Ы» и другие приключения Шурика          | Государственный симфонический оркестр кинематографии СССР, дирижёр Эмин Хачатурян                                                   |
| 1964 | Погоня                        | Операция «Ы» и другие приключения Шурика          | Государственный симфонический оркестр кинематографии СССР, дирижёр Эмин Хачатурян                                                   |
| 1964 | После экзаменов               | Операция «Ы» и другие приключения Шурика          | Государственный симфонический оркестр кинематографии СССР, дирижёр Эмин Хачатурян                                                   |
| 1964 | Прогулка в автобусе           | Операция «Ы» и другие приключения Шурика          | Государственный симфонический оркестр кинематографии СССР, дирижёр Эмин Хачатурян                                                   |
| 1964 | Твист                         | Операция «Ы» и другие приключения Шурика          | Государственный симфонический оркестр кинематографии СССР, дирижёр Эмин Хачатурян                                                   |
| 1965 | Увертюра                      | Кавказская пленница, или Новые приключения Шурика | Концертный эстрадный ансамбль, руководитель Вадим Людвиковский                                                                      |
| 1966 | Марш троицы                   | Кавказская пленница, или Новые приключения Шурика | Концертный эстрадный ансамбль, руководитель Вадим Людвиковский                                                                      |
| 1966 | Встреча                       | Кавказская пленница, или Новые приключения Шурика | Концертный эстрадный ансамбль, руководитель Вадим Людвиковский                                                                      |
| 1966 | Дорога                        | Кавказская пленница, или Новые приключения Шурика | Концертный эстрадный ансамбль, руководитель Вадим Людвиковский                                                                      |
| 1966 | Медленный танец               | Кавказская пленница, или Новые приключения Шурика | Концертный эстрадный ансамбль, руководитель Вадим Людвиковский                                                                      |
| 1966 | На танцплощадке               | Кавказская пленница, или Новые приключения Шурика | Концертный эстрадный ансамбль, руководитель Вадим Людвиковский                                                                      |
| 1966 | Твист в ресторане             | Кавказская пленница, или Новые приключения Шурика | Концертный эстрадный ансамбль, руководитель Вадим Людвиковский                                                                      |
| 1966 | Финал                         | Нужный человек                                    | Государственный симфонический оркестр кинематографии СССР                                                                           |
| 1968 | В ресторане                   | Бриллиантовая рука                                | Концертный эстрадный ансамбль, руководитель Георгий Гаранян                                                                         |
| 1968 | Кончилось лето                | Бриллиантовая рука                                | Концертный эстрадный ансамбль, руководитель Георгий Гаранян                                                                         |
| 1968 | Танго                         | Бриллиантовая рука                                | Концертный эстрадный ансамбль, руководитель Георгий Гаранян                                                                         |
| 1968 | Увертюра                      | Красная палатка                                   | Симфонический оркестр Большого театра, дирижёр Юлий Реентович                                                                       |
| 1969 | Азартная игра                 | Красная палатка                                   | Государственный симфонический оркестр кинематографии СССР, дирижёр ?                                                                |
| 1969 | Берег моря                    | Красная палатка                                   | Симфонический оркестр Большого театра, дирижёр Юлий Реентович                                                                       |
| 1969 | Ледяное танго                 | Красная палатка                                   | Симфонический оркестр Большого театра, дирижёр Юлий Реентович; Государственный симфонический оркестр кинематографии СССР, дирижёр ? |
| 1969 | На оленях                     | Красная палатка                                   | Симфонический оркестр Большого театра, дирижёр Юлий Реентович; Вокальный квартет «Аккорд»                                           |
| 1970 | Увертюра                      | 12 стульев                                        | Государственный симфонический оркестр кинематографии СССР                                                                           |
| 1970 | Танго                         | 12 стульев                                        | Государственный симфонический оркестр кинематографии СССР                                                                           |
| 1970 | Художники                     | 12 стульев                                        | Государственный симфонический оркестр кинематографии СССР                                                                           |
| 1970 | Краковяк                      | 12 стульев                                        | Государственный симфонический оркестр кинематографии СССР                                                                           |
| 1970 | Эллочка-людоедка              | 12 стульев                                        | Государственный симфонический оркестр кинематографии СССР                                                                           |
| 1970 | Погоня в Васюках              | 12 стульев                                        | Государственный симфонический оркестр кинематографии СССР                                                                           |
| 1970 | Заседание продолжается        | 12 стульев                                        | Государственный симфонический оркестр кинематографии СССР                                                                           |
| 1972 | Увертюра                      | Иван Васильевич меняет профессию                  | |
| 1972 | Погоня                        | Иван Васильевич меняет профессию                  | |
| 1972 | Бег в обратную сторону        | Иван Васильевич меняет профессию                  | |
| 1972 | Вступление                    | Земля Санникова                                   | Государственный симфонический оркестр кинематографии СССР                                                                           |
| 1972 | Танец шамана                  | Земля Санникова                                   | Государственный симфонический оркестр кинематографии СССР                                                                           |
| 1973 | Сочи                          | Ни слова о футболе                                | Вокально-инструментальный ансамбль, руководитель ?                                                                                  |
| 1975 | Также как на земле            | Между небом и землёй                              | Инструментальный ансамбль под управлением Виталия Клейнота                                                                          |
| 1975 | Морские глубины               | Капитан Немо                                      | |
| 1975 | Тема моря                     | Капитан Немо                                      | |
| 1975 | Заключительная тема 1-й серии | Капитан Немо                                      | |
| 1975 | Вдохновение                   | Центровой из поднебесья                           | Инструментальный ансамбль под управлением Виталия Клейнота                                                                          |
| 1975 | Танец роботов                 | Центровой из поднебесья                           | Инструментальный ансамбль под управлением Виталия Клейнота                                                                          |
| 1979 | Охота на поросёнка            | За спичками                                       | |
| 1987 | Дождь прошёл                  | Где находится нофелет?                            | |
| ?    | Вечер                         |                                                   | |